# Lincoln Hurring
Lincoln William Norman Hurring (Dunedin, 15 settembre 1931 – 21 aprile 1993) è stato un nuotatore neozelandese.

## Biografia
Ha partecipato ai Giochi di Helsinki 1952 e di Melbourne 1956, gareggiando nei 100m dorso.
Ai Giochi del Commonwealth ha vinto 2 argenti, rispettivamente nei 110yard dorso e nella Staffetta 3×110yard misti.
Era il marito ed il padre degli anch'essi nuotatori olimpici Jean Stewart e Gary Hurring.